# Victoria Ka'iulani
La Princesa Victoria Ka'iulani (16 d'octubre de 1875 - 6 de març de 1899) fou hereva al tron del Regne de Hawaii, del qual ostentava el títol de princesa hereva. Ka'iulani era mundialment coneguda per la seva intel·ligència, bellesa i determinació. Durant l'enderrocament del seu regne, l'any 1893, encapçalà una campanya que pretenia restaurar la monarquia donant discursos davant el Congrés, intentant convèncer el President dels Estats Units Benjamin Harrison i, més tard, a Grover Cleveland. La història de la seva vida va assolir proporcions llegendàries amb el motiu de la seva prematura mort.

## Primers anys de vida
La princesa Ka'iulani nasqué a Honolulu. Era descendent del Gran Cap Kepo'okalani de Kaua'i, cosí germà de Kamehameha "El Gran", per via materna. El pare de Ka'iulani era un financer escocès d'Edimburg, antic governador reial d'O'ahu. l'Honorable Archibald Scott Cleghorn. A Ka'iulani la van nomenar amb el nom de Victòria en honor de la Reina Victòria del Regne Unit, l'ajuda de la qual retornà la sobirania i independència al Regne de Hawaii durant el regnat de Kamehameha III. La traducció de l'idioma hawaià del nom Ka'iulani és "el punt més alt del cel". Al néixer, Ka'iulani va rebre com a regal la finca d'Ainahau a Waikiki per part de la seva padrina, la princesa Ruth Ke'elikolani, a qui ella anomenava "Mama Nui" o "Tieta Ruth". El seu bateig se celebrà el dia de Nadal de l'any 1875. Ka'iulani es convertí en Senyora d'Ainahau a l'edat de 12 anys, després de morir la seva mare, la princesa Miriam Kapili Kekauluohi Likelike de Hawaii (germana del rei David Kalakaua i de la reina Lyidia Lili'uokalani).
L'any 1881, el rei David Kalakaua va intentar concertar el matrimoni de Ka'iulani amb el príncep Komatsu Akihito del Japó, amb l'esperança de crear una aliança entre el Japó i el Regne de Hawaii. Això no obstant, el príncep ja estava compromès amb una jove de l'aristocràcia japonesa, Arima Yoriko.

## Educació
Donat que la princesa Ka'iulani era la segona a la línia de successió després de la seva tia, gran i sense fills, era previsible que algun dia la jove seria reina. El rei Kalakaua, la reina Kapi'olani, Cleghorn i la princesa van parlar sobre aquesta qüestió i es va decidir que era convenient que la jove princesa rebés una educació britànica, després d'acabar els seus estudis primaris a la Royal School de Honolulu. L'any 1889, a l'edat de 13 anys, Ka'iulani va marxar a Northamptonshire (Anglaterra) per a ser educada a la institució privada de Great Harrowden, Great Harrowden Hall. Allà destacà en els seus estudis de llatí, matemàtiques, literatura i història. Continuà amb la seva formació a Anglaterra durant quatre anys, tot i que al principi es va dir que només estudiaria allà durant un any. Els seus supervisors de Hawaii havien planejat que portés a terme un viatge per Europa, preparant, fins i tot, una audiència amb la Reina Victòria del Regne Unit, però finalment tot es va cancel·lar i va viatjar cap a Nova York. Allà va donar diversos discursos i va fer diverses aparicions públiques denunciant l'annexió del seu país als Estats Units d'Amèrica. Posteriorment, es va traslladar a Washington DC, però cap de les seves negociacions van donar fruits. El país fou annexionat.

## Enderrocament
Durant la seva absència, es van produir molts enfrontaments a Hawaii. El rei Kalakaua morí l'any 1891 i la reina Lili'uokalani es va convertir en reina. Lili'uokalani l'anomenà, ràpidament, com a princesa hereva el 9 de març d'aquell mateix any.
L'any 1893, es produí l'enderrocament de la monarquia hawaiana. Les notícies van arribar a Ka'iulani el 30 de gener d'aquell mateix any, per mitjà d'un breu telegrama que deia: "Reina deposada. Monarquia abolida. Notifiquin a la princesa".
Ka'iulani decidí actuar i viatjar als Estats Units d'Amèrica al mes següent. Es desplaçà a les ciutats de Nova York i Boston, oon va donar nombroses conferències de premsa i banquets. Després va partir cap a Washington DC on es va entrevistar amb el president Grover Cleveland i la seva esposa a la Casa Blanca. Va causar bona impressió i Cleveland li va prometre que donaria suport a la seva causa. Ka'iulani se sentí satisfeta pensant que allò aniría bé i va tornar a Anglaterra. Això no obstant, quan Cleveland plantejà el cas de Ka'iulani al Congrés, el Senat dels Estats Unitses negà a ajudar. La situació a Hawaii no va millorar i la impaciència de Ka'iulani era cada vegada més gran. En els anys següents, Ka'iulani va romandre a Europa. Allà, l'any 1894 li va arribar la notícia que el seu amic de la infància, el famós autor, Robert Louis Stevenson, havia mort i que Hawaii havia passat a ser una república.
A poc a poc la seva salut anà empitjorant, encara més quan es va assabentar de la mort de la seva germanastra, Anne Pauai Cleghorn, l'any 1897, així com el seu tutor a Anglaterra, el Sr. Theophilus Harris Davies.

## Últims anys
Ka'iulani tornà a Hawaii l'any 1897. La seva salut no es va beneficiar en absolut de retornar a un clima més càlid, donat que havia passat més de set anys a Europa. El seu estat va continuar empitjorant mentre lluitaba per aclimatar-se al clima de les illes de Hawaii. Tot i això, va continuar amb les seves aparicions públiques a instàncies del seu pare.
Ka'iulani era famosa per l'estima que sentia pels paons reials, que vivien a la seva propietat. Per aquest motiu, un altre nom amb què era coneguda era el de "Princesa Paó Reial". Es diu que, quan ella va morir, els seus paons varen cridar durant hores i hores, de tal manera que Archibald Cleghorn es va veure obligat a sacrificar-los.
L'any 1898, mentre passejava a cavall per les muntanyes de l'Illa de Hawaii, la va agafar una tempesta que li va provocar unes febres (avui en dia es creu que patia una Pneumònia). Ka'iulani fou traslladada de nou a O'ahu on la seva salut va seguir deteriorant-se. Va morir el 6 de març de 1899 als 23 anys.
Alguns nadius hawaians creuen que Ka'iulani va morir perquè se li va trencar el cor, després d'haver patit moltes pèrdues al llarg de la seva vida.
El seu pare deia que, donat que el seu Hawai'i Nei (estimat Hawaii) havia marxat, lo apropiat era que Ka'iulani també marxés.

## Després de la seva mort
Després de la seva mort, la seva tia, la deposta Reina Lili'uokalani, va reconèixer a un altre familiar com a hereu de la corona hawaiana, en David Kawananakoa. Aquest Ali'i era cosí de la reina Kapi'olani, la seva cunyada.
L'any 1999, s'erigí una estàtua de bronze obra de Jan Gordon Fisher al triangle del parc a les avingudes de Kanekapolei i Kuhio a Waikiki, Honolulu.
També existeix un llibre sobre els primers anys de la seva vida, que comença poc abans de començar els seus estudis a Anglaterra. L'autora és Ellen Emerson White i es titula "Ka'iulani, the People's Princess".
Hi ha un hotel que porta el seu nom, el Sheraton Princess Ka'iulani.
L'actriu Q'orianka Kilcher va interpretar a la princesa al film Princesa Ka'iulani (2009).